# Filtro (Unix)
Em sistemas Unix, filtro é um programa que lê dados da entrada padrão e posteriormente escreve outros dados, normalmente após alguma transformação, na saída padrão do sistema. Estes filtros são freqüentemente utilizados em encadeamento de sistemas Unix. O operador canalização ("|"), em uma linha de comando, indica que a saída do comando à sua esquerda será direcionada para a entrada do comando à sua direita.

## Exemplos
O comando grep é um dos filtros mais utilizados em sistemas Unix. Esse comando realiza buscas em cadeias de caracteres por um padrão fornecido. Pode ser utilizado como um filtro que envia para a sua saída, toda linha de um texto que contém determinada palavra. Exemplo:
```
cat /etc/passwd | grep fulano
```

No exemplo acima, o comando cat envia para a saída padrão o conteúdo do arquivo /etc/passwd, que posteriormente é "filtrado" pelo comando grep, imprimindo na saída apenas as linhas que contenham a palavra "fulano".
Existem outros programas no Unix que podem ser utilizados como filtros. Por exemplo: cat, cut, grep, head, sort, uniq e tail. A linguagem de programação AWK e o editor de texto sed também podem ser utilizados como filtros.

## Lista de filtros Unix
- AWK
- cat
- comm
- cut
- expand
- compress
- fold
- grep
- head
- nl
- perl
- pr
- sed
- sh
- sort
- split
- strings
- tail
- tac
- tee
- tr
- uniq
- wc